# Vương nữ Anh

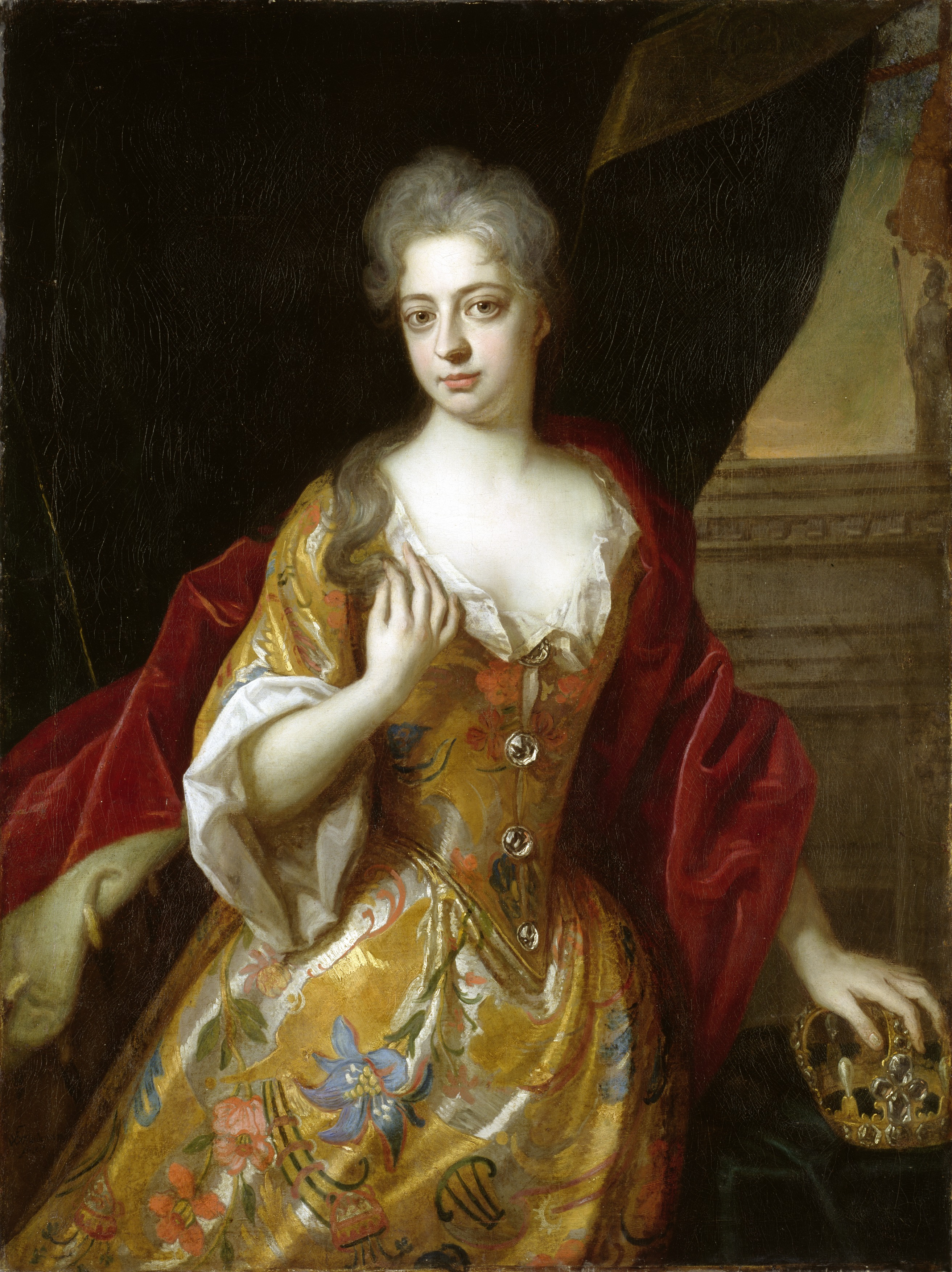
Princess Sophia Dorothea, con gái duy nhất của George I của Anh, là British princess đầu tiên.

Vương nữ Anh, Vương nữ Liên hiệp Anh, Công chúa Anh, Công nương Anh là những cách gọi hình dung của ngôn ngữ Việt Nam về [Princess of the United Kingdom] từ thời George I của Anh. Cũng gọi [British princess], cách gọi này để nói đến những Vương nữ (princesses of the blood royal) lẫn Vương phi (princesses by marriage). Trước đó, các Vương nữ không dùng danh xưng Princess mà chỉ được gọi là Lady, trừ vợ của Thân vương xứ Wales. Trong văn kiện chính phủ, các British princess sử dụng kính ngữ ["Her Royal Highness"; HRH].
Ngày 18 tháng 4 năm 1917, cháu gái Wilhelm II, Hoàng đế Đức, tức Viktoria Luise của Phổ, đã trở thành một British princess thông qua hôn nhân dù giữa Anh và Đức đang căng thẳng trong Thế chiến thứ nhất. Thế là vào ngày 30 tháng 11 cùng năm, Vua George V của Anh đã quy định lại cách sử dụng địa vị British princess cùng HRH như sau:
- Con gái hợp pháp của nguyên thủ Anh;
- Con gái hợp pháp của dòng nam trong gia tộc quân chủ trực hệ;
- Vợ của một Vương tử/Vương tôn Anh[2][3];

## Lịch sử
Trong vương thất Anh, Vương nữ hay Princesses of the blood là chỉ đến con gái hay cháu gái nội của quân chủ. Còn Vương phi ở đây không phải tước hiệu, mà là một danh phận chỉ chung cho vợ các Vương tử hoặc Vương tôn, tức Princesses by marriage, điều này khiến tất cả họ chỉ là con dâu/cháu dâu của quân chủ Anh.
Trước năm 1714, dù đã có danh vị Princess Royal, song nhìn chung không có khái niệm Princess để mô tả những người Vương nữ này. Mặc dù các văn bản dịch thuật vẫn dùng Princess để ám chỉ họ, nhưng với sự đại khái nói đến vị trí "Con cháu quân chủ" của họ mà thôi, cách dùng Princess đó vẫn không phổ biến. Về danh xưng, họ thường chỉ được dùng danh xưng Lady trước tên Thánh của mình, và sau khi gả chồng sẽ nhận tước hiệu của chồng. Ví dụ hai vị Vương nữ nhà Tudor là Mary cùng Elizabeth thường được gọi là [The Ladies Mary and Elizabeth]. Tuy nhiên việc sử dụng này cũng không chắc chắn, ví dụ như Nữ vương Anne sau khi cưới Vương tử Jørgen của Đan Mạch thì bà đôi khi cũng được gọi là [The Princess Anne].
Từ sau thời George I - Quốc vương đầu triều của nhà Hannover, các con gái của quân chủ (Vương nữ) cùng cháu nội của quân chủ (Vương tôn nữ) đều dùng tước hiệu Princess để biểu thị địa vị của mình. Họ là người của vương tộc, có khả năng kế thừa ngai vị, cho nên danh hiệu ["Princess of the United Kingdom of Great Britain and Northern Ireland"] và kính ngữ ["Her Royal Highness"] là sở hữu mặc định và có hiệu lực đến cuối đời. Khi gọi đích danh những Vương nữ này, Princess cùng Royal Highness luôn đi trước tên Thánh của họ, sau đó mới đến các tước vị mà họ sở hữu. Từ năm 1719 đến 1917, các cháu cố dòng nam của quân chủ Anh (tức các Tằng tôn nữ) được sử dụng Princess và kính xưng [Highness]. Nhưng từ năm 1917, họ bị sửa lại danh xưng, được gọi theo ["The Lady"] cùng tên Thánh và địa vị của con gái một Công tước. Ví dụ, hai con gái của Công tước xứ Gloucester - cháu nội của Vua George V, hai vị này là cháu gái cố của George V, gọi là [The Lady Davina Windsor] và [The Lady Rose Gilman].
Các Vương phi là vợ của Vương tử/Vương tôn, do đó họ mới được xem là British princess do là vợ của một British prince, vì thế, họ có kính ngữ Royal Highness vì là vợ của một người nam trong vương thất, và vẫn giữ kính ngữ này nếu thành góa phụ. Bên cạnh đó, nếu vị Vương tử/Vương tôn không có tước hiệu quý tộc như Công tước, Bá tước cụ thể, các vị Vương phi này phải lấy tên Thánh của chồng để gọi, như vợ của Prince Michael xứ Kent là Marie-Christine von Reibnitz được gọi là "Princess Michael xứ Kent", và tước hiệu đầy đủ của bà là ["Her Royal Highness Princess Michael of Kent"]. Từ năm 1719 đến 1917, vợ của một Vương thân thuộc đời thứ 3 của quân chủ Anh và không có tước vẫn có thể được xưng Princess theo tên chồng cùng kính xưng Highness, nhưng từ năm 1917 đã thay đổi chỉ dựa theo tước xưng quý tộc một cách bình thường. Ngày 21 tháng 8 năm 1996, Nữ vương Elizabeth II quy định những Vương phi đã ly hôn đều không thể giữ kính ngữ, mặc dù vẫn có thể giữ tước vị, điển hình là Diana, Vương phi xứ Wales và Sarah Ferguson, Công tước phu nhân xứ York, họ tuy được giữ tước vị [Princess of Wales] và [Duchess of York], song không thể dùng kính xưng Royal Highness như khi còn giữ hôn thú với chồng cũ.
Từ năm 1772, quy định kết hôn của thành viên vương thất Anh có nhiều trường hợp, nếu cuộc hôn nhân bị xem là không hợp pháp, thì vị Vương tử phi đó sẽ không thể có tước hiệu tương ứng của chồng lẫn kính ngữ HRH. Ví dụ đáng kể nhất là Prince George, Công tước xứ Cambridge, hậu duệ của George III của Anh, ông cưới Sarah Louisa Fairbrother và bị vương thất Anh xem là bất hợp pháp, nên Sarah Louisa không bao giờ được gọi là "Bà Công tước xứ Cambridge" lẫn kính ngữ HRH, mà chỉ được gọi là ["Mrs FitzGeorge"]. Hoặc ngày 27 tháng 5 năm 1937, George VI của Anh tạo ra tước hiệu Công tước xứ Windsor (Duke of Windosr) cho người anh đã thoái vị, Edward VIII của Anh, nhưng quy định vợ và các con của ông ta (Wallis Simpson) không bao giờ được hưởng kính xưng và tước hiệu tương ứng.
Tất nhiên, vẫn có những ngoại lệ về danh xưng, hầu hết là những yêu cầu từ chính quân chủ Anh:
- Năm 1905, Vua Edward VII cho phép hai con gái của Louise, Vương nữ Vương thất là Alexandra và Maud được gọi bằng Princess và kính xưng Highness[8].
- Anne, Vương nữ Vương thất được xưng hiệu [Her Royal Highness Vương tôn nữ Anne xứ Edinburgh] từ khi sinh ra, là một ngoại lệ tương tự người anh Charles của mình, do bà là hậu duệ của một British princess nhưng sẽ kế vị Nữ vương trong tương lai. Điều thông cáo này do chính Vua George VI tuyên bố vào ngày 22 tháng 10 năm 1948, trước 2 năm khi Anne ra đời.
- Năm 1961, khi con trai mình kết hôn, Marina, Bà Công tước xứ Kent đã hỏi Nữ vương Elizabeth II có thể sử dụng Princess trước tên mình hay không, vì để tránh nhầm lẫn với Bà Công tước xứ Kent mới là vợ của con trai. Vì Marina là vương nữ của Hy Lạp và Đan Mạch, nên việc sử dụng Princess không phải vấn đề to tát. Như vậy thay vì đáng lẽ được gọi là Her Royal Highness The Dowager Duchess of Kent, Marina từ đó được gọi là [Her Royal Highness Princess Marina, Duchess of Kent]. Năm 1974, Alice, Bà Công tước xứ Gloucester cũng hỏi xin Nữ vương Elizabeth II vấn đề tương tự, mặc dù Alice không phải một Vương nữ, song cuối cùng Nữ vương đã cấp thuận, Alice không còn là Dowager Duchess of Gloucester, mà trở thành [Her Royal Highness Princess Alice, Duchess of Gloucester].
- Trong ngày cưới của Vương tử Edward và Sophie Rhys-Jones, Nữ vương Elizabeth II đã thể theo yêu cầu của hai vợ chồng, không ban Prince cùng Royal Highness cho con của hai người, mà chỉ sử dụng kính xưng bình thường của một người con Bá tước nước Anh. Cho nên hai người con của ông, Lady Louise Windsor cùng James, Bá tước xứ Wessex không được gọi là Princess và Prince như lẽ thường.[9]
- Ngày 31 tháng 12 năm 2012, Nữ vương Elizabeth II xác nhận tất cả hậu duệ của Đích trưởng tử của Thân vương xứ Wales, trai lẫn gái đều được thừa hưởng danh vị Prince và Princess cùng kính ngữ Royal Highness, mà không chỉ mình người con trưởng (tức Đích tằng tôn của quân chủ, Đích trưởng tôn của Thân vương xứ Wales). Do đó, ngoại trừ Prince George, 2 con còn lại của Vương tôn William, Công tước xứ Cambridge là Louis cùng con gái Charlotte, đều như anh trai George mà được biết đến trong vương thất danh vị Prince Louis và Princess Charlotte cùng kính ngữ Royal Highness, nếu trước năm 2012 thì hoàn toàn không thể.

## Nhân vật
Các Princess of the blood của United Kingdom hiện tại
- Anne, The Princess Royal, con gái duy nhất của Nữ vương Elizabeth II.
- Princess Charlotte xứ Wales, con gái của Prince William, Thân vương xứ Wales, cháu nội của Charles III của Anh và là cháu cố của Nữ vương Elizabeth II.
- Princess Lilibet xứ Sussex, con gái của Prince Harry, Công tước xứ Sussex, cháu nội của Charles III của Anh và là cháu cố của Nữ vương Elizabeth II.
- Princess Beatrice xứ York, con của Prince Andrew, Công tước xứ York, cháu gái của Nữ vương Elizabeth II.
- Princess Eugenie xứ York, em gái Princess Beatrice, cháu gái của Nữ vương Elizabeth II.
- Princess Alexandra, The Honourable Lady Ogilvy, con gái của Prince George, Công tước xứ Kent, con trai thứ 4 của George V của Anh, do vậy Princess Alexandra là em họ của Nữ vương Elizabeth II. Trước khi kết hôn, bà được biết đến là [Princess Alexandra xứ Kent].

Ngoại lệ dành cho Lady Louise Windsor, con gái của Prince Edward, Công tước xứ Edinburgh. Tuy cũng là cháu nội Nữ vương như Princess Beatrice và Princess Eugenie xứ York, song Louise không được gọi là Princess, cũng không dùng kính xưng Her Royal Highness vì cha mẹ của bà, Prince Edward và Bà Công tước xứ Edinburgh, bấy giờ là Bá tước và Bá tước phu nhân xứ Wessex, đã xin Nữ vương rằng những người con của họ đều sẽ được đối xử như con của một Bá tước bình thường.

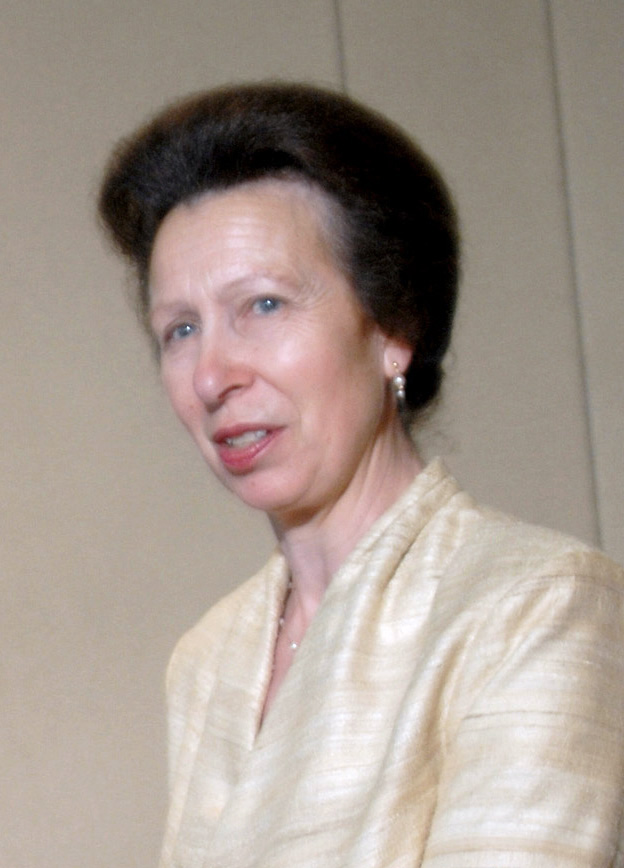
Her Royal Highness, The Princess Royal
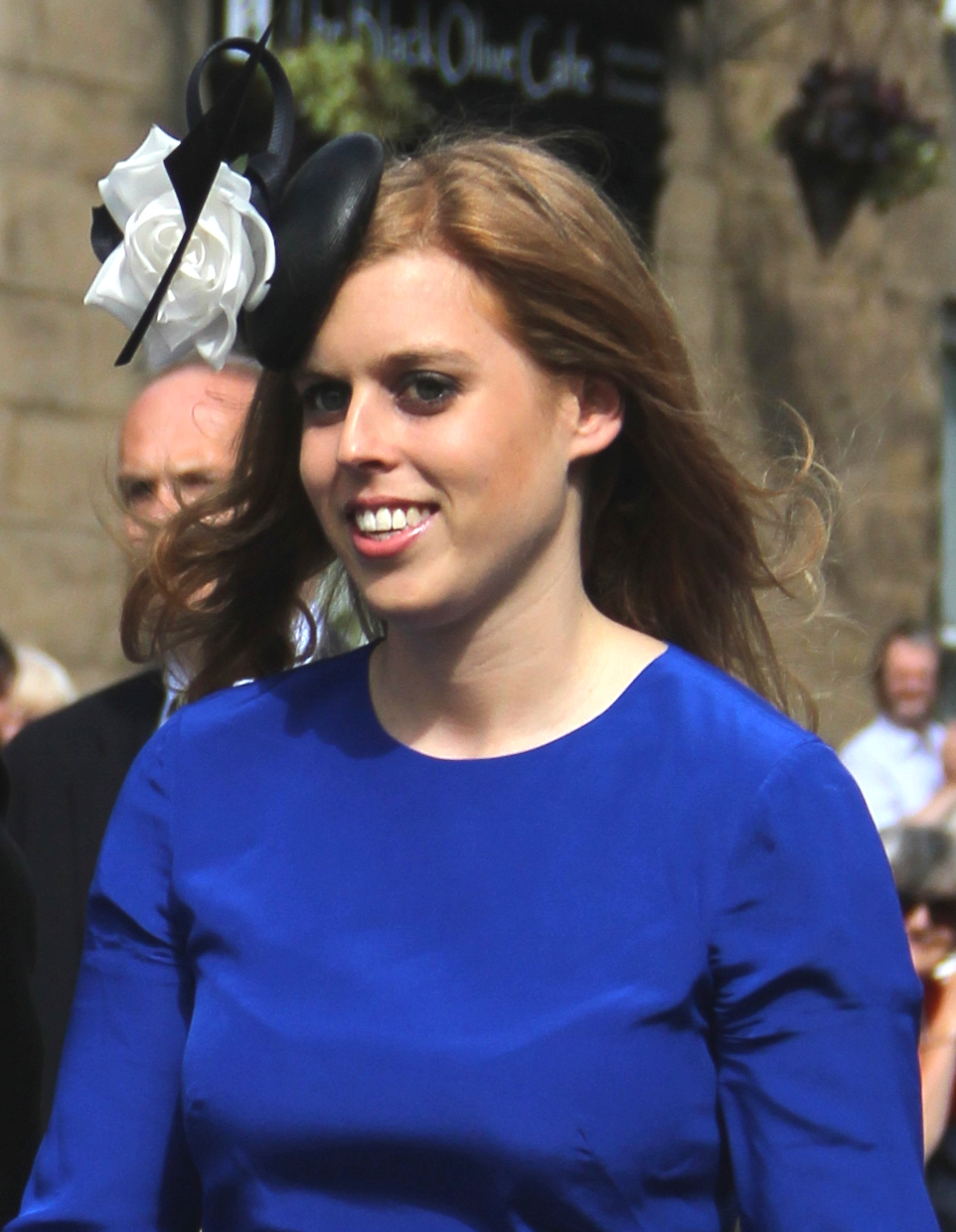
Her Royal Highness, Princess Beatrice xứ York
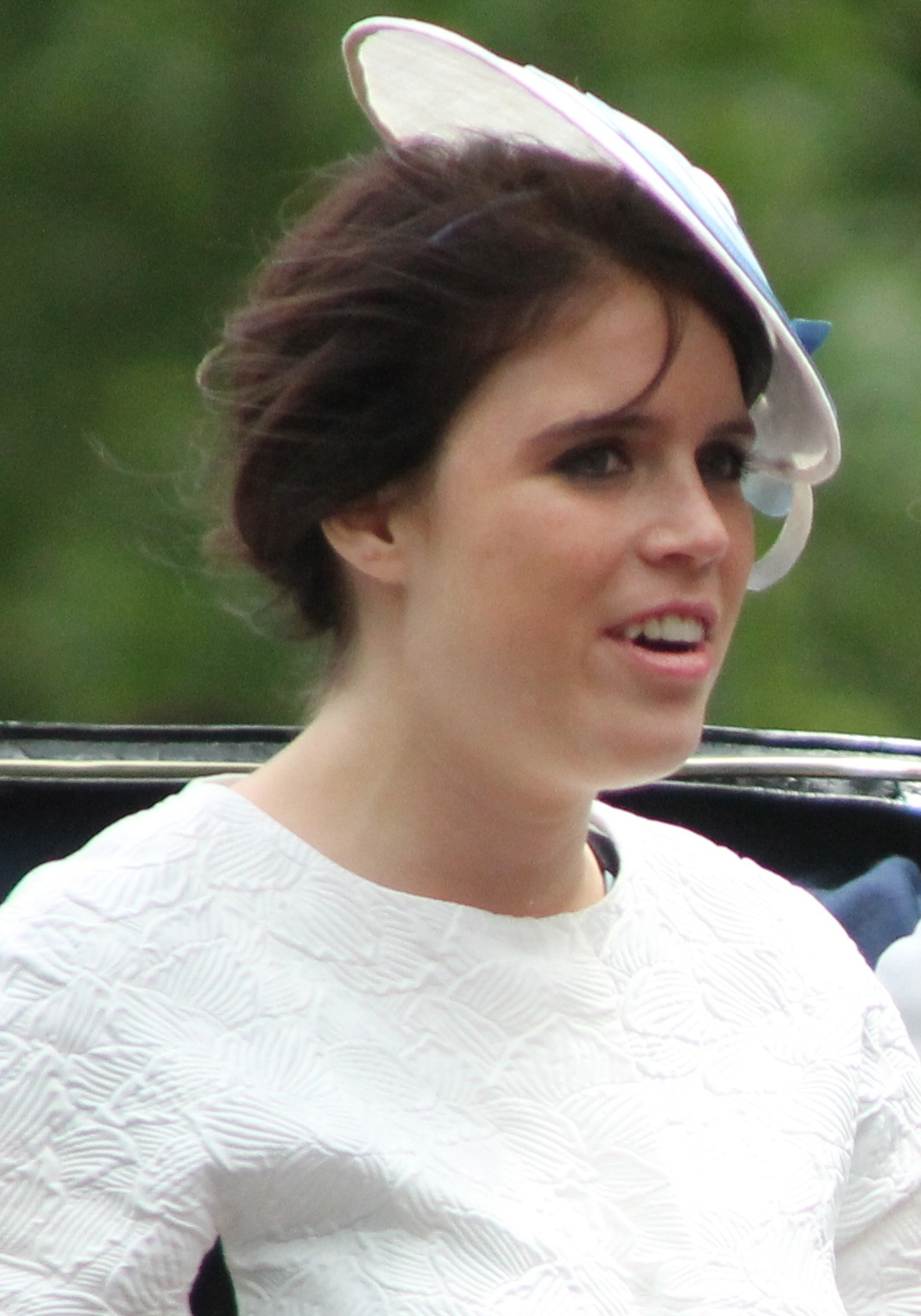
Her Royal Highness, Princess Eugenie xứ York
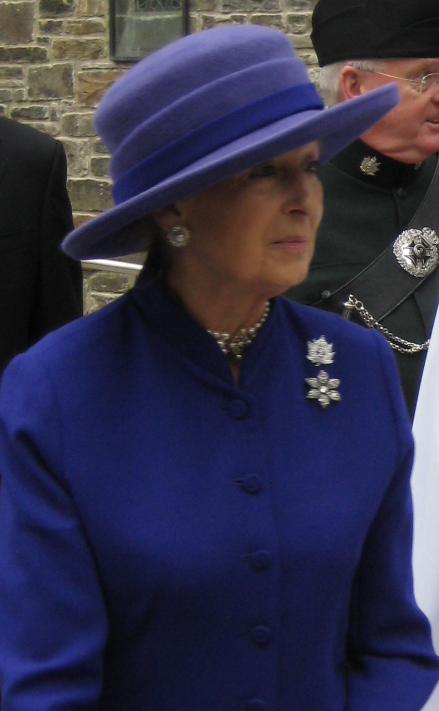
Her Royal Highness, Princess Alexandra

Các Princess by marriage của United Kingdom hiện tại
- Catherine, Vương phi xứ Wales, vợ của Prince William, Thân vương xứ Wales , cháu dâu của Nữ vương Elizabeth II.
- Meghan, Công tước phu nhân xứ Sussex, vợ của Prince Harry, Công tước xứ Sussex, cháu dâu của Nữ vương Elizabeth II.
- Sophie, Công tước phu nhân xứ Edinburgh, vợ của Prince Edward, Công tước xứ Edinburgh, con dâu của Nữ vương Elizabeth II.
- Birgitte, Công tước phu nhân xứ Gloucester, vợ của Prince Richard, Công tước xứ Gloucester. Prince Richard là em họ của Nữ vương với tư cách là con trai của Prince Henry, Công tước xứ Gloucester - con trai thứ 3 của Vua George V.
- Katharine, Công tước phu nhân xứ Kent, vợ của Prince Edward, Công tước xứ Kent. Prince Edward là anh cả của Princess Alexandra.
- Princess Michael xứ Kent, vợ của Prince Michael xứ Kent. Prince Michael là em út của Prince Edward và Princess Alexandra.

Ngoại lệ dành cho Sarah Ferguson, Công tước phu nhân xứ York, vợ cũ của Prince Andrew, Công tước xứ York, mẹ của Princess Beatrice và Princess Eugenie xứ York. Ly hôn năm 1996, Sarah vẫn giữ tước hiệu [Duchess of York] như một thành viên vương thất, nhưng đã bị tước bỏ kính xưng Her Royal Highness, trường hợp tương tự dành cho Diana, Vương phi xứ Wales. Hiện tại bà được giữ tư cách thành viên bán chính thức của vương thất Anh, chỉ vì là mẹ cũng như duy trì tính hợp pháp của hai vị Princess xứ York.
Đầu năm 2020, thông qua một đề nghị bỏ đi nghĩa vụ triều đình, hai vợ chồng Công tước xứ Sussex - Prince Harry và Meghan - bắt đầu từ mùa xuân sẽ không được phép sử dụng danh xưng "His / Her Royal Highness" trong công tác thông thường, dù họ được giữ lại danh xưng này như cũ.

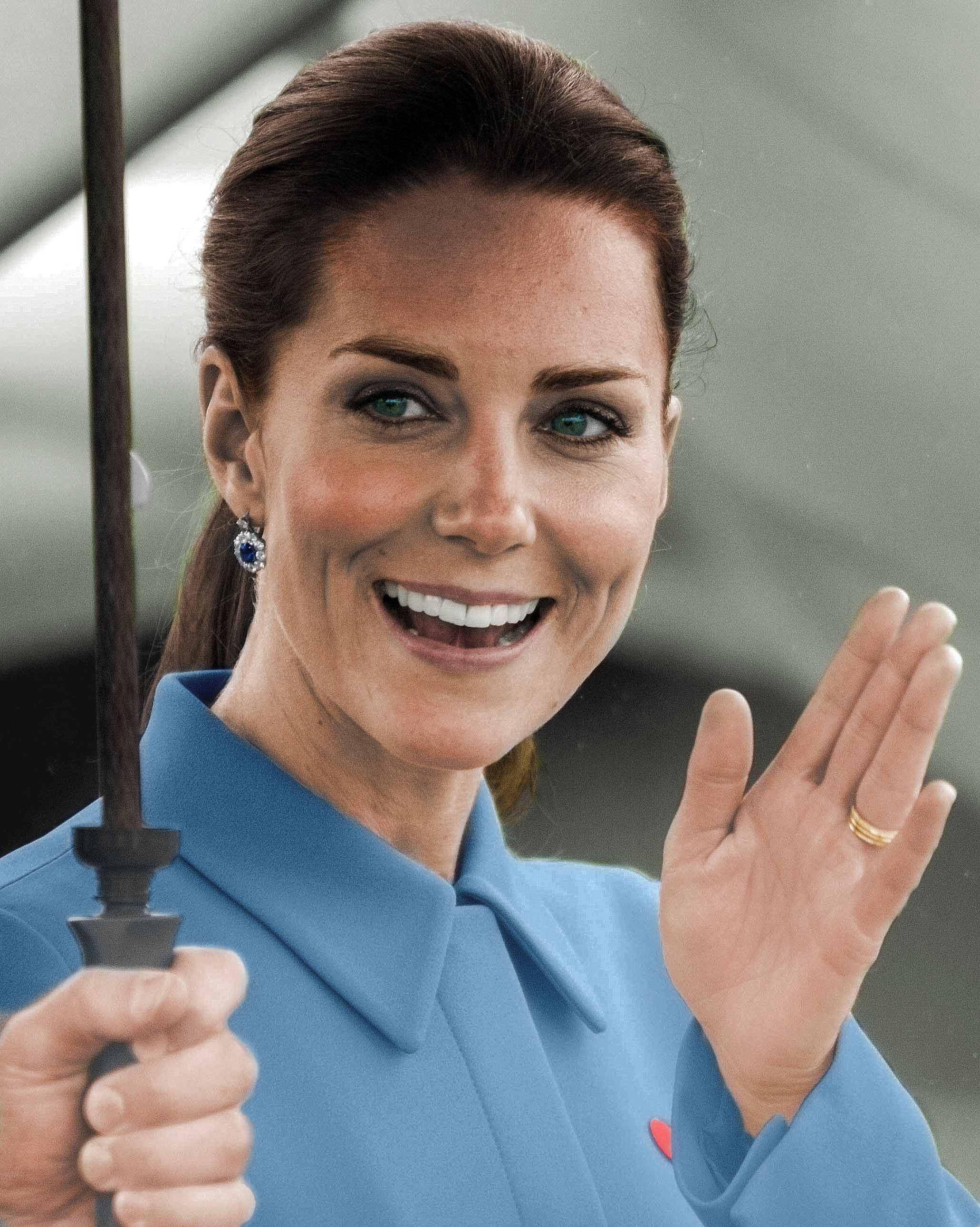
Her Royal Highness, Vương phi xứ Wales
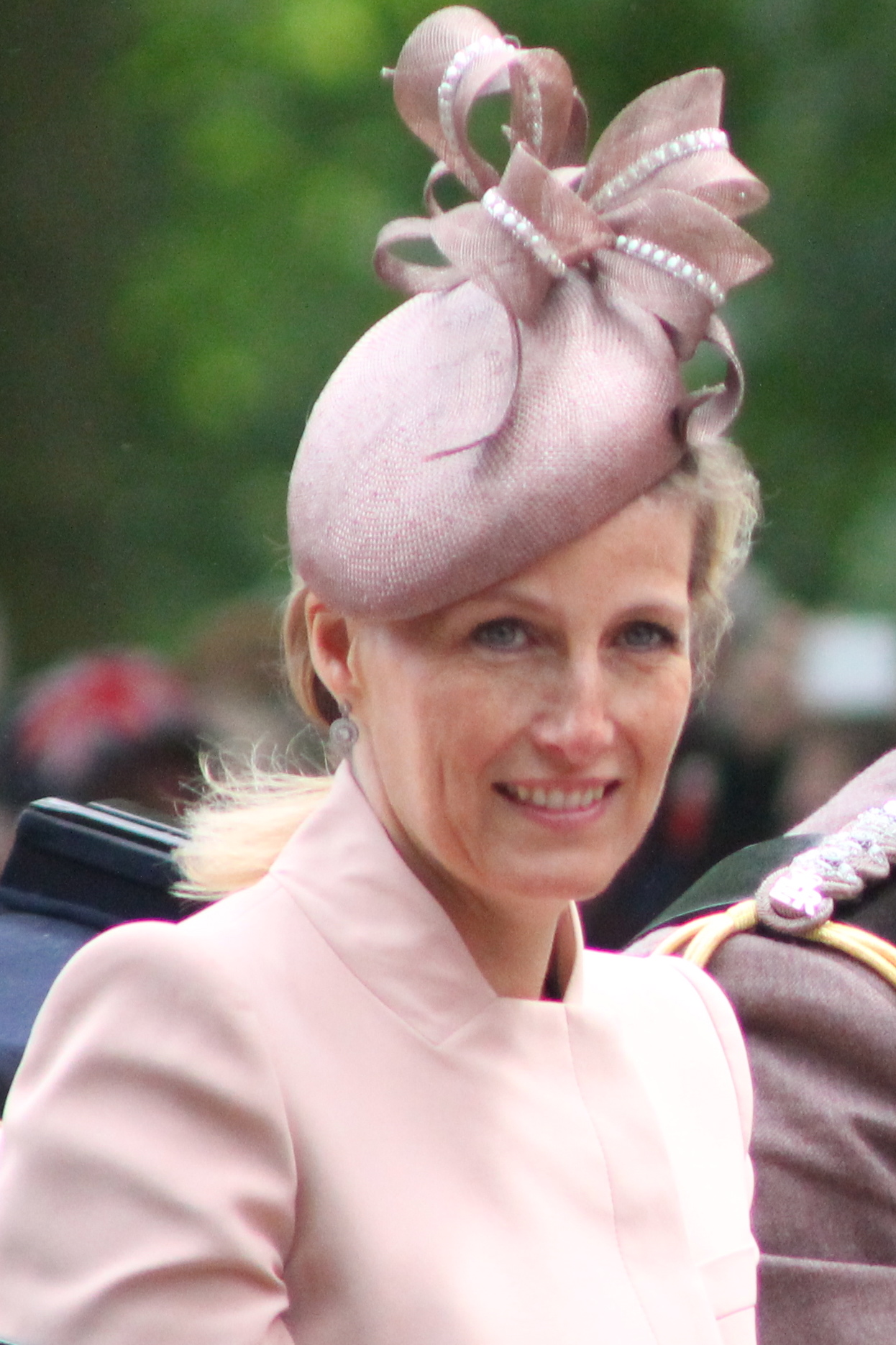
Her Royal Highness, Công tước phu nhân xứ Edinburgh

## Sử dụng

Huy hiệu của Anne, The Princess Royal. Biểu thị riêng biệt với hình mũ miện đại diện cho người con của đương kim quân chủ
Huy hiệu của Catherine, Vương phi xứ Wales.

- Khi gọi Vương trưởng nữ nước Anh: [HRH The Princess Royal]
- Khi gọi Vương nữ nước Anh: [HRH The Princess (tên thánh)]
- Khi gọi Vương tôn nữ nước Anh: [HRH Princess (tên thánh) of (tước của cha)]
- Khi gọi vợ của một Vương tử có tước hiệu: [HRH The Duchess/Countess of (tên tước của chồng)]
- Khi gọi vợ của một Vương tử không có tước hiệu: [HRH The Princess (tên chồng)]
- Khi gọi vợ của một Vương thân, không phải con của quân chủ Anh và không có tước: [HRH Princess (tên chồng) of (tên tước của cha chồng)]
- Trước năm 1917, vợ của một Vương thân thuộc đời thứ 3 của quân chủ Anh và không có tước: [HH Princess (tên chồng) of (tên tước của cha chồng)]